# العلاقات البريطانية الموريتانية
العلاقات البريطانية الموريتانية هي العلاقات الثنائية التي تجمع بين المملكة المتحدة وموريتانيا.

## مقارنة بين البلدين
هذه مقارنة عامة ومرجعية للدولتين:
| وجه المقارنة                                              | المملكة المتحدة                 | موريتانيا                 |
| --------------------------------------------------------- | ------------------------------- | ------------------------- |
| المساحة (كم2)                                             | 242.50 ألف                      | 1.03 مليون                |
| عدد السكان (نسمة)                                         | 66.02 مليون                     | 4.42 مليون                |
| الكثافة السكانية (ن./كم²)                                 | 272.25                          | 4.29                      |
| العاصمة                                                   | لندن                            | نواكشوط                   |
| اللغة الرسمية                                             | لغة إنجليزية، اللغة الويلزية    | اللغة العربية، لغة فرنسية |
| العملة                                                    | جنيه إسترليني                   | أوقية موريتانية، أوقية ‏   |
| الناتج المحلي الإجمالي (بليون دولار)                      | 2.62 تريليون                    | 5.02 مليار                |
| الناتج المحلي الإجمالي (تعادل القوة الشرائية) بليون دولار | 2.72 تريليون                    |                           |
| الناتج المحلي الإجمالي الاسمي للفرد دولار أمريكي          | 43.88 ألف                       |                           |
| الناتج المحلي الإجمالي للفرد دولار أمريكي                 | 40.23 ألف                       | 3.91 ألف                  |
| مؤشر التنمية البشرية                                      | 0.907                           | 0.506                     |
| رمز المكالمات الدولي                                      | +44                             | +222                      |
| رمز الإنترنت                                              | .uk، .gb                        | .mr                       |
| المنطقة الزمنية                                           | توقيت غرينيتش، توقيت غرب أوروبا | 00                        |

## منظمات دولية مشتركة
يشترك البلدان في عضوية مجموعة من المنظمات الدولية، منها:
| علم المنظمة | اسم المنظمة                               | تاريخ انضمام المملكة المتحدة | تاريخ انضمام موريتانيا |
| ----------- | ----------------------------------------- | ---------------------------- | ---------------------- |
|             | منظمة التجارة العالمية                    | 1995                         | 31 مايو 1995           |
|             | الاتحاد الدولي للاتصالات                  | 24 فبراير 1871               | 18 أبريل 1962          |
|             | المركز الدولي لتسوية المنازعات الاستشارية | 18 يناير 1967                | 14 أكتوبر 1966         |
|             | مؤسسة التنمية الدولية                     | 24 سبتمبر 1960               | 10 سبتمبر 1963         |
|             | منظمة حظر الأسلحة الكيميائية              | ?                            | ?                      |
|             | يونسكو                                    | 4 نوفمبر 1946                | 10 يناير 1962          |
|             | الأمم المتحدة                             | 24 أكتوبر 1945               | 27 أكتوبر 1961         |
|             | وكالة ضمان الاستثمار متعدد الأطراف        | 12 أبريل 1988                | 8 سبتمبر 1992          |
|             | البنك الدولي للإنشاء والتعمير             | 27 ديسمبر 1945               | 10 سبتمبر 1963         |
|             | البنك الإفريقي للتنمية                    | ?                            | ?                      |
|             | الاتحاد البريدي العالمي                   | ?                            | ?                      |
|             | مؤسسة التمويل الدولية                     | 20 يوليو 1956                | 29 ديسمبر 1967         |
|             | منظمة الشرطة الجنائية الدولية             | ?                            | ?                      |

## وصلات خارجية
- موقع وزارة الخارجية البريطانية